# Transformation du boulanger

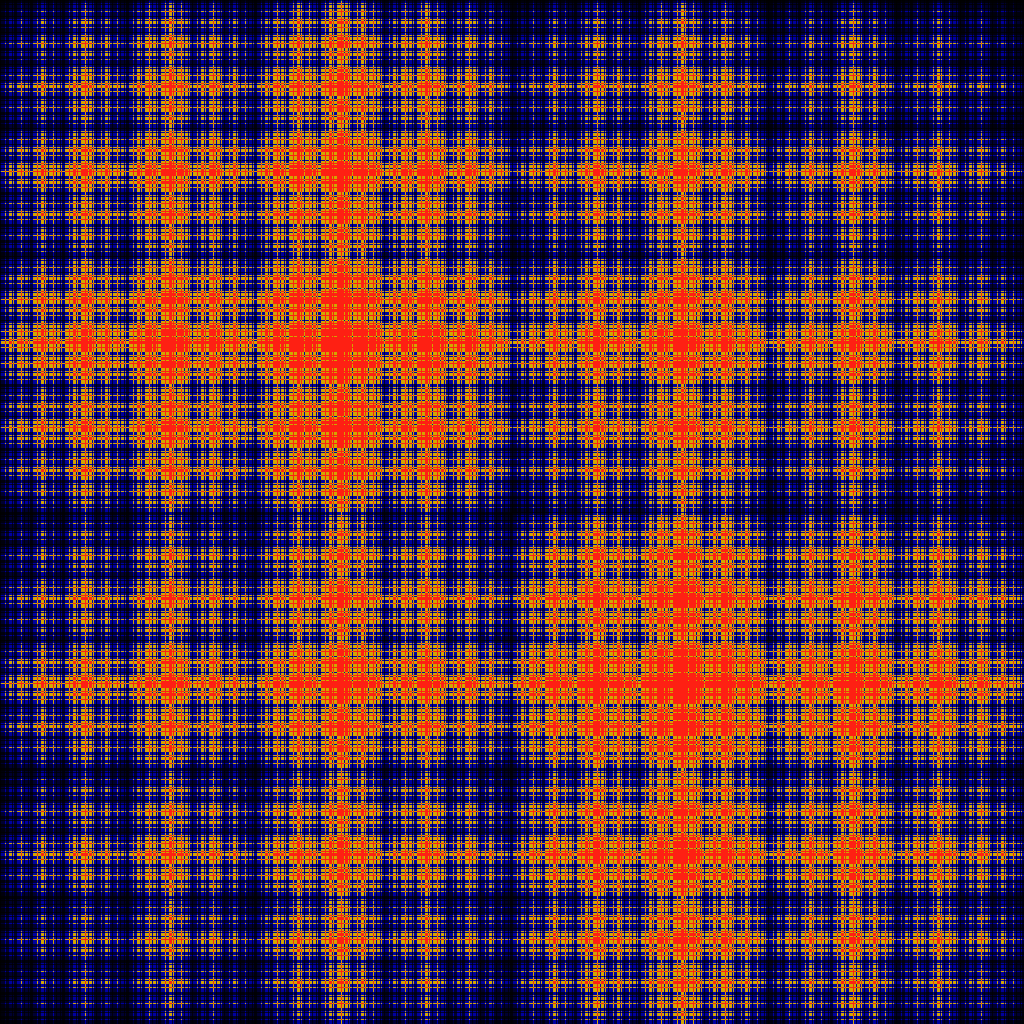
Exemple de mesure invariante sous l'action d'une transformation du boulanger (sans rotation).

La transformation du boulanger est une transformation fondée sur l'idée d'un mélange analogue au pétrissage par un boulanger qui étire une pâte jusqu'à ce qu'elle soit d'épaisseur moitié, puis la coupe en deux et superpose les deux moitiés pour lui redonner sa dimension initiale, et ainsi de suite.
Ce mélange est souvent évoqué en théorie du chaos. Dans ce cas, il s'agit d'une version continue de la transformation. Une version discrète de cette transformation existe aussi pour manipuler des images informatiques.
La transformation du boulanger se définit sur {\displaystyle [0,1]^{2}} de la façon suivante :
{\displaystyle S(x,y)=(2x,{\frac {y}{2}})}     si   {\displaystyle 0\leq x\leq {\frac {1}{2}}}
{\displaystyle S(x,y)=(2x-1,{\frac {y+1}{2}})}     sinon.
Une version alternative consiste à replier plutôt que couper et resuperposer les deux demi-pâtons. C'est la transformation dite du fer à cheval de Smale.